# Metrodorea
Metrodorea es un género con nueve especies de plantas de flores perteneciente a la familia Rutaceae. 

## Especies seleccionadas
- Metrodorea atropurpurea
- Metrodorea brevifolia
- Metrodorea flavida
- Metrodorea gracilis
- Metrodorea maracasana
- Metrodorea mollis
- Metrodorea nigra
- Metrodorea pubescens
- Metrodorea selloana
- Metrodorea stipularis